# Nathalie Fellonneau
 (septembre 2020).
Si vous disposez d'ouvrages ou d'articles de référence ou si vous connaissez des sites web de qualité traitant du thème abordé ici, merci de compléter l'article en donnant les références utiles à sa vérifiabilité et en les liant à la section « Notes et références ».
Nathalie Fellonneau est une avocate et animatrice de télévision française, née en 1959.

## Biographie
Nathalie Fellonneau est une avocate à Paris dans le 16e arrondissement, spécialisée dans le domaine du droit depuis 1983,.
Elle est l'épouse de Jacques Fellonneau (1956-2000), dont la sœur Catherine est l'épouse de Julien Courbet.

## Carrière
Elle est notamment connue pour avoir collaboré avec Julien Courbet dans de nombreuses émissions de télévision comme Sans aucun doute sur TF1 ou Service Maximum sur France 2.
Elle participe notamment à Ça peut vous arriver, comme avocate de l'émission au côté de Julien Courbet sur la station de radio RTL. Depuis le 25 juillet 2011, elle présente Le Jour où tout a basculé sur France 2, une série produite par Julien Courbet.
Fin 2020, Julien Courbet annonce qu'elle quitte l'émission Ça peut vous arriver, faute d'accord conclu avec le groupe M6.
Fin janvier 2021, elle intègre l'équipe de La Quotidienne, sur France 5, en tant que spécialiste du droit, en remplacement de l'avocat Gérard Michel,.